# Isochariesthes breuningstefi
Isochariesthes breuningstefi es una especie de escarabajo longicornio del género Isochariesthes, tribu Tragocephalini, subfamilia Lamiinae. Fue descrita científicamente por Teocchi en 1985.
Se distribuye por Botsuana, Zambia y Zimbabue. Mide aproximadamente 10-13 milímetros de longitud. El período de vuelo ocurre en los meses de noviembre y diciembre.